# La psicología social como ciencia
La psicología social como ciencia — una monografía de Borís D. Paryguin. La primera monografía sobre psicología social escrita y publicada en la URSS en 1965.

## Historia de la creación
El libro fue publicado por la editorial de la Universidad Estatal de Leningrado con una tirada de 3400 ejemplares. En el mismo 1965, se publicó el opúsculo de Borís D. Paryguin «Что такое социальная психология» (Qué es la psicología social) con una tirada de 5600 ejemplares.
La monografía fue precedida por la publicación de una serie de artículos de Borís D. Paryguin, en los cuales se propuso la visión del autor sobre el lugar y el papel de la psicología social en el sistema de ciencias humanas y naturales, su tema y especificidad, en contraste con la sociología y la psicología general, las particularidades y características estructurales de sus principales manifestaciones.

## Ideas principales
En el libro "La psicología social como ciencia", por primera vez se presentó la teoría de la psicología social desarrollada por el autor como un sistema autosuficiente de conocimiento científico: su metodología, materia y campo de aplicación práctica, estructura, funciones y estado en el contexto de las ciencias humanitarias y naturales.

## Valor
El enfoque de la ciencia en la psicología social y su valor más alto fue proclamado el ser humano como persona, con toda la riqueza de sus relaciones con otras personas, percibido fuera de los principios ideológicos, patrones y dogmas políticos declarados. La publicación de este libro se convirtió en una especie de desafío a la ideología totalitaria basada en la interpretación ortodoxa y vulgar-dogmática del marxismo. Junto con la segunda monografía publicada en 1966, «Общественное настроение» (Estado de ánimo público), los libros de Borís D. Paryguin se convirtieron para Rusia en un signo de su tiempo en la ciencia humanitaria. Las principales disposiciones e innovaciones del trabajo se convirtieron en la parte de la investigación fundamental publicada en 1971, «Основы социально-психологической теории» (Fundamentos de la teoría sociopsicológica).
Dos años más tarde, en 1967, después de las aclaraciones y adiciones del autor, la monografía de Parygin «Социальная психология как наука» (La psicología social como ciencia) fue reimpresa en Leningrado con una tirada de 15000 ejemplares y traducida a varios idiomas.
El libro fue traducido al checo, búlgaro, español y portugués; se conocen las reimpresiones realizadas en Checoslovaquia (Praga, 1968), Bulgaria (Sofía, 1968), Uruguay (Montevideo, 1967) y Brasil (Río de Janeiro, 1972).
"...Este es uno de los primeros libros de psicología social desde el punto de vista soviético que se traduce al español. Su autor es profesor de la Universidad de Leníngrado y uno de los líderes de la psicología social en la Unión Soviética. La obra consta de cuatro partes bien diferenciadas: historia de la psicología social, metodología, cuestiones teóricas, y psicología social aplicada. Cada parte estudia problemas básicos en forma detallada y nos muestra el enfoque soviético de la psicología social...
...El autor nos dice que “actualmente la psicología social se encuentra en la URSS en plano auge” (p. 69). Ya no se ocupan de ella individuos aislados sino equipos de científicos. En Leníngrado existe un Instituto de Investigaciones Sociales y un Laboratorio de Psicología Social. El Instituto de Filosofía de la Academia de Ciencias de la URSS se ocupa de problemas de psicología social. En las revistas psicológicas soviéticas, entre ellas Problemas de Psicología, que es quizás la más importante, se publican trabajos de psicología social. Un número relativamente grande de miembros de la Sociedad Psicología Soviética se consideran principalmente psicólogos sociales.
El presente libro estudia con cierto detalle los problemas metodológicos de la psicología social, su relación con la psicología, la sociología, la historia, la pedagogía y otras disciplinas. Se interesa también en los problemas de la psicología social aplicada a la industria, la educación, el género de vida (incluyendo el ocio y el descanso), la política, el arte y la ciencia. No hay duda de que entre la Reflexología Colectiva de Beehterev y la psicología social de Pariguin hay un abismo. Sin embargo la psicología social en la URSS está en pleno renacimiento mientras que en otras partes del mundo se han hecho considerables avances. Es de esperarse que muy pronto encontremos un libro en el cual se planteen los fundamentos de la medición psicológica, después de 80 años de estancamiento, y que se titule algo así como “La Psicometría como Ciencia” . Y es de esperarse también que aumente la colaboración entre psicológos soviéticos y psicólogos occidentales..." 
En 1967, sobre la base de libros publicados, Borís Paryguin, en una reunión del Consejo Académico de la Facultad de Filosofía de la Universidad Estatal de Leningrado, defendió su primera tesis doctoral en la URSS sobre los problemas de la psicología social.